# Kawanishi
Kawanishi (Japans: 川西市, Kawanishi-shi) is een stad in de prefectuur Hyogo, Japan. Begin 2014 telde de stad 156.143 inwoners. Kawanishi maakt deel uit van de metropool Groot-Osaka.

## Geschiedenis
Op 1 augustus 1954 werd Kawanishi benoemd tot stad (shi). Dit gebeurde na het samenvoegen van Kawanishi met Tada (多田村) en Higashitani (東谷村).

## Partnersteden
- Sawara, Japan sinds 1990
- Bowling Green, Verenigde Staten sinds 1992

Steden:
Aioi · Akashi · Ako · Amagasaki · Asago · Ashiya · Awaji · Himeji · Itami · Kakogawa · Kasai · Kato · Kawanishi · Kobe (hoofdstad) · Miki · Minamiawaji · Nishinomiya · Nishiwaki · Ono · Sanda · Sasayama · Shiso · Sumoto · Takarazuka · Takasago · Tamba · Tatsuno · Toyooka · Yabu

Districten:
Ako · Ibo · Kako · Kanzaki · Kawabe · Mikata · Sayo · Taka
Gemeenten per district